# Curvularia chochrjakovii
Curvularia chochrjakovii är en svampart som beskrevs av Gornostai 1976. Curvularia chochrjakovii ingår i släktet Curvularia och familjen Pleosporaceae.   Inga underarter finns listade i Catalogue of Life.